# Основа предложения
Грамматическая основа (предикативная основа, предикативное ядро) предложения — структурная схема предложения, состоящая из его главных членов: подлежащего и сказуемого, или одного из них.
Предикативная основа предложения — это его члены, связанные предикативной связью. 
Иногда рассматривают предложения с подразумеваемой, но не облечённой в словоформу, основой. Пример — ответ «На каникулы.» на вопрос «Петя приедет на каникулы?». И наоборот, предикативная основа может быть достаточно длинной: так, английское предложение Old Jim seemed to manage to give his attention to work полностью состоит из основы.

## Связанные определения.
- Односоставное предложение состоит из одного главного члена (только подлежащее или только сказуемое или их части). Например без подлежащего бывают безличные, неопределённо-личные, определённо-личные  и обобщённо-личные предложения. Без сказуемого — назывные.
- Двусоставное предложение состоит из двух главных членов (есть и подлежащее, и сказуемое, хотя бы частично).
- Простое предложение — с одной грамматической основой.
- Сложное предложение — с двумя и более основами, полипредикативные. Такие предложения делятся дальше по виду связи между основами — например, сложносочинённые и сложноподчинённые.
- Если предложение не содержит ничего, кроме основы, то оно называется нераспространённым, иначе — распространённым.

## Обобщения
Иногда сложно определить, является ли грамматическая связь предикативной; тогда появляется понятие полупредикативности. Пример: Мальчик  воровал яблоки.